# Tombrio de Arriba
Tombrio de Arriba es una localidad del municipio de Toreno, situado en El Bierzo, en la provincia de León (España).  Hasta 1987 perteneció al extinto municipio de Fresnedo. Anteriormente había pertenecido al Ayuntamiento de Berlanga del Bierzo.
Cabe destacar la iglesia parroquial de La Virgen del Patrocinio y Santiago Apóstol, celebrándose las fiestas del pueblo en torno al día 25 de julio; es un templo con planta de cruz latina, dos capillas laterales y torre en espadaña para las campanas
En el ámbito económico se puede reseñar la existencia de una casa rural y una panadería.

## Situación
Al oeste de la localidad, en su término jurisdiccional interseccionan las carreteras de Fresnedo a Fabero (LE-715) y de Vega de Espinareda a Toreno (LE-716).
El pueblo está enclavado en un valle, por cuyo seno discurre el arroyo del Pradón, poblado de frondosos chopos.

## Historia
Pascual Madoz definía así la localidad:

"Lugar en la provincia de León, partido judicial de Ponferrada, diócesis de Astorga, audiencia territorial y capitanía general de Valladolid, ayuntamiento de Fresnedo. SIT. en un valle; su CLIMA es frio, pero sano, Tiene 62 CASAS; escuela de primeras letras; iglesia parroquial (Santa María) servida por un cura de ingreso y presentacion particular; y buenas aguas potables. Confina con Tombrio de Abajo, Langre, Berlanga y Castellanos. El TERRENO es de mediana calidad y en parte de regadio. Los CAMINOS son locales; recibe la CORRESPONDENCIA de la cabecera de partido. PRODUCCIÓN PRINCIPAL: granos, legumbres, lino, alguna hortaliza y pastos para el ganado que cría. IND.  telares de lienzos caseros POBLACIÓN. 62 vecinos, 230 almas CONTRIBUCIONES con el ayunt."

## Demografía
| Gráfica de evolución demográfica de Tombrio de Arriba entre 2000 y 2018 |
|                                                                         |
| Población según el padrón municipal de 2018 del INE.                    |

## Administración
Como la mayoría de los antiguos concejos leoneses está constituido en entidad local menor, gobernada por una junta vecinal de tres miembros.

## Población
De acuerdo con los datos del INE en 2014 contaba con una población de 94 habitantes.